# 恰巴尼夫卡 (烏日霍羅德區)
48°29′29″N 22°32′50″E / 48.49139°N 22.54722°E
恰巴尼夫卡（烏克蘭語：Чабанівка），是烏克蘭的村落，位於該國西部外喀爾巴阡州，由烏日霍羅德區負責管轄，面積0.65平方公里，2001年人口442，99%居民使用烏克蘭語。